# Ekkehard Wruck

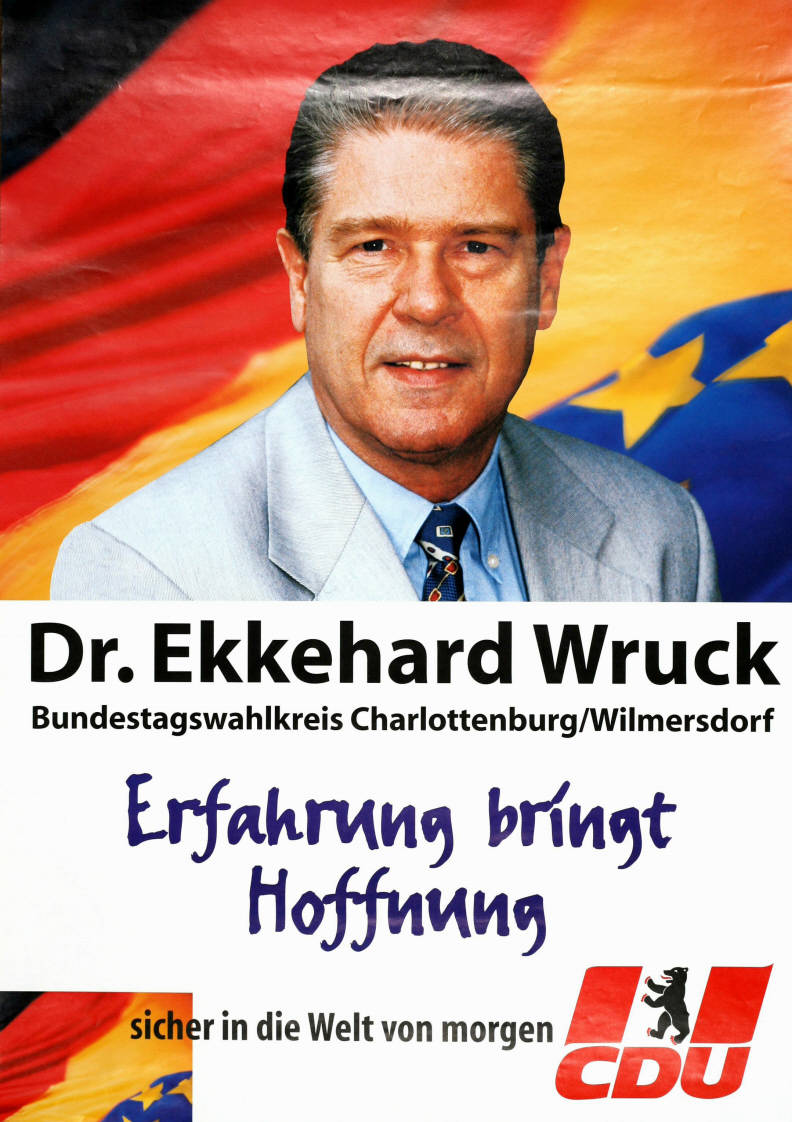
Wahlplakat 1998

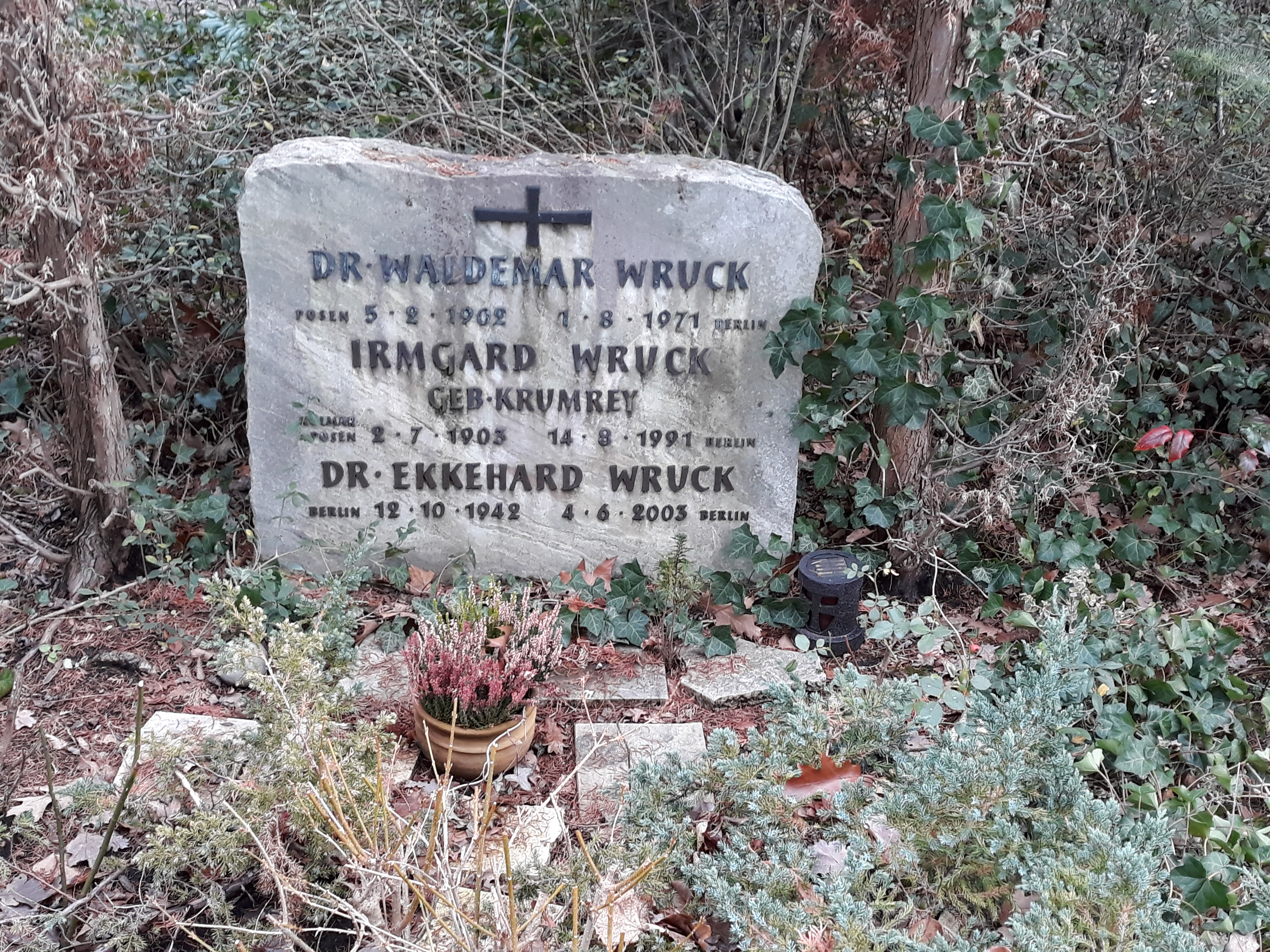
Das Grab von Ekkehard Wruck und seinen Eltern auf dem Friedhof Ruhleben in Berlin.

Ekkehard Wruck (* 12. Oktober 1942 in Berlin; † 4. Juni 2003 ebenda) war ein deutscher Politiker (CDU).

## Leben und Beruf
Ekkehard Wruck wuchs in Berlin-Wilmersdorf auf. Nach dem Abitur 1963 studierte er Geschichte und Rechtswissenschaft an der Freien Universität Berlin, in Tübingen, Frankfurt am Main und Hamburg, wo er auch sein erstes Juristisches Staatsexamen ablegte. Danach arbeitete er von 1969 bis 1973 als Assistent im Fachbereich Rechtswissenschaft der Freien Universität Berlin. 1970 erfolgte seine Promotion zum Dr. jur. in Hamburg, 1973 die Zweite Juristische Staatsprüfung in Berlin. Seitdem war er als Rechtsanwalt und Notar tätig. Er war von 1979 bis 2001 Mitglied des Berliner Abgeordnetenhauses. Ekkehard Wruck starb an Blasenkrebs und wurde auf dem Berliner Friedhof Ruhleben beigesetzt.

## Politik
Wruck trat 1971 in die CDU ein und wurde 1979 Kreisvorsitzender im Bezirk Wilmersdorf. Er zog 1979 in das Berliner Abgeordnetenhaus ein, dem er bis 2001 angehörte. Wruck wandelte sich im Laufe seiner 28-jährigen CDU-Mitgliedschaft vom Linksliberalen zum Konservativen. Spätestens seit 1996 galt er als Enfant terrible der CDU, als er anlässlich des Volksentscheides über den Zusammenschluss der Bundesländer Berlin und Brandenburg mit dem Motto „Für ein christliches Preußen“ für einen gemeinsamen Ländernamen Preußen plädierte.
1998 provozierte er einen Eklat im Rechtsausschuss des Abgeordnetenhauses, als er bei einer Debatte über das Rauchverbot auf Flughäfen das Rauchverbot im Abgeordnetenhaus missachtete und stattdessen zum Sitzungsleiter Norbert Schellberg (Grüne) ging und seine brennende Zigarette vor ihn auf den Tisch stellte.
1998 kandidierte er im Wahlkreis Berlin Charlottenburg-Wilmersdorf für den Bundestag, unterlag jedoch seiner Gegenkandidatin Siegrun Klemmer (SPD).
1999 führte er einen Wahlkampf mit Bibelzitaten auf den Wahlplakaten („Die Wurzel trägt dich“), die aber von der CDU-Leitung überklebt wurden. Wruck ließ daraufhin wieder die alten Wahlplakate anbringen und verbreitete kurz vor dem Wahltermin ein weiteres Plakat mit der alttestamentlichen Aufschrift: „Oh Land, höre des Herrn Wort.“ Er konnte aber trotzdem den Wahlkreis mit 52,7 Prozent der Stimmen als Direktkandidat gewinnen.
Daraufhin trat er 1999 aus der Partei aus. Er machte von sich reden, als er seinen Parteiaustritt mit einem Bibelzitat (Wer nicht in mir bleibt, der wird weggeworfen wie eine Rebe und verdorrt ..., Johannes 15,6 ) erklärte und danach wochenlang nicht auffindbar war. Ab Januar 2000 bis zur vorgezogenen Abgeordnetenhauswahl am 21. Oktober 2001 war er fraktionsloses Mitglied des Abgeordnetenhauses.